# Xantharia
Xantharia là một chi nhện trong họ Miturgidae.

## Các loài
- Xantharia floreni Deeleman-Reinhold, 2001
- Xantharia galea Zhang, Zhang & Fu, 2010
- Xantharia murphyi Deeleman-Reinhold, 2001